# СУ-85Б
СУ-85Б — советская противотанковая самоходная артиллерийская установка на шасси Т-70, которой пытались заменить СУ-76.

## История
Увеличение массы машины до 12,3 т на надёжности работы агрегатов и механизмов не сказалось. Во время испытаний они работали надёжно, поломок и неисправностей не было. СУ-85А преодолевала подъём в 25°, спуск в 25°, крен — 18°. Большего в зимних условиях при температуре воздуха от -4° до -11° достичь не удалось. Четырьмя месяцами позже ГАЗ представил на испытания самоходку СУ-85Б. Конечно, в ней были учтены недостатки предыдущего образца. Прежде всего, чтобы уменьшить отдачу при выстреле, на ней была установлена 85-мм пушка ЛБ-2С (с дульным тормозом) Горьковского артиллерийского завода №92 (иначе завода им. Сталина, ЗИС). Лобовой лист рубки был другой формы, изменена форма кормы корпуса, а корма рубки забронирована до высоты бортовых стенок. Улучшен обзор из боевой рубки. Силовая установка СУ-85Б состояла из двух шестицилиндровых двигателей общей мощностью 160 л. с. Дополнительно были подрессорены крайние катки, несколько улучшены тяговые и эксплуатационные качества самоходки. Так, средняя скорость по шоссе составила 31,8; по просёлку — 18,7 и по целине — 14,2 км/ч. Максимальная скорость достигала 43,1 км/ч, но допустимой считалась 40 км/ч. Расход горючего 37,4; 40,3; 45,0 л/час, или 1,17; 2,12; 2,84 л/км, соответственно по шоссе, просёлку и целине. СУ-85Б преодолевала подъём 28°, спуск — 30° и крен — 22°. Увеличение массы до 12,4 т не сказалось на надёжности агрегатов и механизмов.
Однако вспомним, что испытания проводились весной (с 25-го апреля по 3-е мая 1945 г).
Орудие имело углы горизонтальной наводки 23°, а вертикальной — от -5 до +18°. Боекомплект включал теперь 43 выстрела. Проведённые испытания прошли успешно. Огневая мощь и маневренность были признаны удовлетворительными. И, хотя СУ-85Б сохранила некоторые недостатки своей предшественницы, она была рекомендована к постановке на вооружение.
Однако война в Европе кончилась, а броневая защита СУ-85Б была явно слаба, и поэтому дальнейшие работы по ней прекратились.

## СУ-85Б в компьютерных играх
СУ-85Б представлена в MMO World of Tanks и World of Tanks Blitz как исследуемая ПТ-САУ четвертого уровня.В игре War Thunder представлена СУ-85А 2-го ранга